# Suicide par police interposée
Le suicide par police interposée (en anglais suicide by cop) est une méthode de suicide dans laquelle une personne agit délibérément d'une manière menaçante vis-à-vis d'un représentant des forces de l'ordre en vue de provoquer chez celui-ci une réponse armée, typiquement en se faisant tirer dessus, dans le but de mourir. 

## Prévalence
Selon des chiffres du système américain de recensement des morts violentes qui collecte les morts violentes dans 17 États, (18 %?) des personnes tuées par des représentants de l'ordre relèvent de cette forme de suicide. Cette forme de mort liée à l'usage des armes par les forces de police concerne davantage les Blancs que les Noirs ou les personnes d'origine hispanique, alors même que plus de Noirs que de Blancs sont tués par la police américaine, proportionnellement à l'importance de ces communautés dans la population générale. Les individus qui optent pour cette forme de suicide sont souvent jeunes, ont un passé psychiatrique ou judiciaire et ont vécu des tensions amoureuses problématiques. 
Aux États-Unis, il y a eu plusieurs diffusions en direct d'événements réels.

## Description
Selon l'association américaine de suicidologie, le terme renvoie à « un événement suicidaire au cours duquel le sujet suicidaire s'expose sciemment à un risque mortel par un comportement dans lequel il contraint un policier à réagir en mobilisant une force mortelle ». L'association et certains spécialistes considèrent qu'il y a en le cas d'espèce deux victimes, le sujet suicidaire et le policier qui a tiré. 
Une définition plus restrictive consiste à dire que le concept renvoie aux cas où « un individu adopte délibérément un comportement menaçant à l'égard de policiers dans le but de se faire tuer ». 
Le cas échéant désespérée, une personne peut ne pas vouloir commettre elle-même l'acte de s'ôter la vie. Une autre raison pour le choix de ce type de suicide est la volonté d'éviter des méthodes lentes, incertaines et plus douloureuses : la personne détourne ainsi l'obligation qu'ont les policiers de porter une arme, dans l'espoir de mourir. Des causes psychiatriques sont évoquées, elles sont reconnaissables par certaines caractéristiques de mise en scène de la situation avec la police, comme par exemple des évocations bibliques en lien avec la résurrection. 
Des conséquences en termes de syndrome post-traumatique chez les policiers ont été décrites.

## Premiers usages du terme
Le phénomène a été décrit dans des comptes rendus d'actualité à partir de 1981 et dans des revues scientifiques depuis 1985. L'expression apparaît dans les titres des journaux depuis au moins 1987. Elle n'est toutefois devenue courante qu'au début des années 2000. L'expression semble être originaire des États-Unis.
Le premier cas officiellement qualifié de « suicide par un flic » dans l'histoire juridique anglaise est un jugement rendu par le Dr William Dolman qui était médecin légiste à Londres entre 1993 et 2007. Ceci a créé un précédent juridique car le jugement, attestant que la volonté de suicide de la victime était la cause de décès, fait partie du droit anglais depuis lors.

## Scénario type
Dans la configuration typique décrite, un individu qui a des intentions suicidaires met en scène ou réalise une action criminelle au cours de laquelle il fait usage d'une arme ou d'une arme factice afin d'attirer la police. Une fois que la police arrive sur les lieux, il s'engage alors dans un échange avec le représentant de l'ordre au cours duquel il refuse clairement d'abandonner son arme réelle ou factice. L'individu suicidaire va ensuite intentionnellement intensifier la conflictualité de l'échange en menaçant les policiers ou des civils avec son arme, qui est souvent une arme à feu. Cela contraint alors les officiers à tirer sur lui en situation de légitime défense ou dans le but de protéger les civils.

## Formes proches de suicide
De façon moins fréquente, le suicidaire cherchant à provoquer une réaction violente peut s'attaquer à un criminel réputé ou à d'autres types de personnes réputées faire couramment usage d'une forme de violence meurtrière. La motivation finale reste la même, avec en plus le désir de mettre le tireur en situation périlleuse[source insuffisante].
Ces types de suicide peuvent être vus comme des formes modernes d'amok, où le suicidant attaque son entourage jusqu'à être tué.

## Anamnèseet diagnostic
Des indices de ce comportement suicidaire peuvent être décelés a posteriori, comme l'usage d'une arme non fonctionnelle (jouet, pistolet de départ) ou non chargée. Une lettre retrouvée sur la victime et précisant son intention de se donner la mort est une autre forme d'indice. De nombreux programmes d'entraînement destinés aux forces de l'ordre incluent aujourd'hui des chapitres spécifiques pour gérer ce type de situation.
Selon le consensus établi par les chercheurs, quatre éléments sont requis pour qu'un décès lié à l'usage de la force par la police puisse être qualifié de suicide : la preuve de l'intention suicidaire ; la preuve que l'individu voulait que les officiers de police lui tirent dessus ; la possession par la victime soit d'une arme mortelle soit d'une arme mortelle factice, et la preuve qu'ils avaient intentionnellement recherché la rencontre avec les forces de l'ordre et incité des officiers de police à leur tirer dessus pour se défendre ou pour protéger des civils.

## Localisation et utilisation du terme
Le suicide par police interposée (suicide by cop) est un phénomène essentiellement américain où l'usage des armes à feu et les techniques de neutralisation des individus armés par la police ne sont pas les mêmes qu'en Europe.
Le suicide par police interposée a été cité pour la première fois dans les journaux en 1981 et dans les revues scientifiques depuis 1985, bien que ce terme ne devienne courant qu'au début des années 1990. Certains historiens pensent que Giuseppe Zangara, l'homme qui essaya d'assassiner le président Franklin D. Roosevelt fraîchement élu, ait pu tenter un suicide par police interposée.
Parfois le terme suicide par police interposée est utilisé ironiquement, pour dissimuler le fait que la victime a été tuée de façon volontaire par la police, en des circonstances qui peuvent laisser douter d'un cas de légitime défense du policier. Les raisons réelles sont fréquemment une volonté d'écourter une situation périlleuse, une malice qui pousse à punir l'attaquant au-delà de ce qui est permis par la loi, une peur irrationnelle du suspect (souvent basée sur une considération raciale) ou encore un excès de zèle de la part d'un membre des forces de l'ordre. Le policier peut également avoir reçu l'ordre d'un supérieur (exécution extrajudiciaire) pour raisons diverses : contournement de l'abolition de la peine de mort, raison d'État, pression de l'opinion publique, pour éviter un lynchage.

## Prévention
Comme toutes les formes de suicides, la prévention est à prioriser, à la fois pour la victime et pour les séquelles psychologiques pour les policiers. Les chercheurs préconisent une formation spécifique des policiers et la généralisation de l'utilisation d'armes non létales,.

## Dans la culture populaire
Un certain nombre de films mettent en scène le suicide par police interposée, comme Chute libre (1993, avec Michael Douglas), Duos d'un jour (2000, Duets), Tir à vue (1984, avec Sandrine Bonnaire) et certains épisodes de séries américaines (FBI : Portés disparus sur CBS, New York, section criminelle sur NBC). Le roman The Outsiders en fait également état. Enfin le film Seven en montre une variante particulièrement complexe.
Dans l'épisode 8 de la saison 4 de Rick et Morty, ce dernier, possédant un appareil permettant de sauvegarder sa position, semble vouloir se faire tuer par un policier qui réagit en criant « suicide by cop » et en sortant son arme.
Dans le film Triple 9 (2016), l'un des protagonistes est renvoyé des forces de l'ordre en raison de son implication dans une fusillade qui correspond en apparence à un suicide par policier interposé mais dont les conclusions de l'enquête sèment le doute.
Dans le film Enragé (2020), Tom Cooper (Russell Crowe) utilise cette expression.
La fin du film Adieu les cons (2020) montre un suicide par police interposée des deux héros du film.

## Exemples
- Massacre d'Aramoana
- Fusillade au collège Dawson